# Лазуткина, Диана Владимировна
Диана Владимировна Лазуткина (27 октября 1994) — российская футболистка, полузащитница.

## Биография
Воспитанница краснодарского футбола. В 2009 году включена в заявку основного состава «Кубаночки», команда в том сезоне стала победителем первого дивизиона. В период выступлений «Кубаночки» в высшем дивизионе играла в основном за дубль команды в молодёжном первенстве и первом дивизионе, последние матчи сыграла в 2013 году. В основном составе команды в высшей лиге провела единственный матч 2 октября 2011 года против «Зоркого», заменив на 90-й минуте Ксению Веселуху.
Вызывалась в юниорскую сборную России (до 17 лет), сыграла 3 матча на турнире «Евразия» в 2010 году.
В 2014 году выступала в пляжном футболе за команду «Олимпик» (Краснодар), сыграла 5 матчей, забила один гол и стала со своим клубом чемпионкой России.
В 2017 году родила сына.